# Бибане
Бибане (тъй като н е палатализиран, се среща и изписване Бибанье, на македонска литературна норма: Бибај, Бибай; на албански: Bibaj) е село в Северна Македония, в община Маврово и Ростуше.

## География
Селото е разположено в областта Горна Река в долината на Дълбока река в подножието на Кораб.

## История
Според Йордан Заимов етимологията на името Бибанье е от местното име Биба(та) от биба, „пуйка, патка, гъска“. Друга възможност е от водните имена *Бибя (бара), *Бибье (блато) и подобни. Сравними са местното име Биба при Сирищник, Радомирско, Бибин дол при Главановци, Берковско, Бибавица при Метохия, Кюстендилско.
В XIX век Бибане е разделено в конфесионално отношение албанско село в Реканска каза на Османската империя. В „Етнография на вилаетите Адрианопол, Монастир и Салоника“, издадена в Константинопол в 1878 година и отразяваща статистиката на населението от 1873 година, Бибание (Bibanié) е посочено като село с 15 домакинства, като жителите му са 17 албанци мюсюлмани и 29 албанци православни.
Според статистиката на Васил Кънчов („Македония. Етнография и статистика“) в 1900 Бибанье има 32 жители арнаути християни и 90 арнаути мохамедани.
На Етнографската карта на Битолския вилает на Картографския институт в София от 1901 година Бибане е чисто албанско, но смесено православно-мюсюлманско село в Реканската каза на Дебърския санджак с 36 къщи.
Според митрополит Поликарп Дебърски и Велешки в 1904 година в Бибане има 6 сръбски къщи. Според секретаря на Българската екзархия Димитър Мишев („La Macédoine et sa Population Chrétienne“) в 1905 година християнското население на Бибяни се състои от 36 албанци.
Албанците християни са привлечени от сръбската пропаганда и според статистика на вестник „Дебърски глас“ в 1911 година в Бибане има 32 албански патриаршистки къщи.
Според преброяването от 2002 година селото има 31 жители албанци.
| Националност     | Всичко |
| северномакедонци | 0      |
| албанци          | 31     |
| турци            | 0      |
| роми             | 0      |
| власи            | 0      |
| сърби            | 0      |
| бошняци          | 0      |
| други            | 0      |

## Личности
Родени в Бибане
- Йоаким Бигорски (? – 1862), български духовник